# جولیا یوتاب (دختر آنتیوخوس چهارم)
جولیا یوتاب یا جولیا یوتاپه (زاده حدود ۴۵)، دختر آنتیوخوس چهارم پادشاه کومانه، ملکه کتیس، همسر گایوس ژولیوس الکساندر، پسر شاهزاده هرودیایی تیگران ششم بود.

## زندگینامه
جولیا یوتاب دختر و کوچکترین فرزند پادشاه آنتیوخوس چهارم کومانه و ملکه یوتاب کومانه، پادشاهی که تحت نظر امپراتوری روم زندگی می کرد، بود. پدر و مادرش خواهر و برادری کامل بودند. برادران بزرگ یوتاب شاهزاده‌های گایوس ژولیوس آرکلائوس آنتیوخوس اپیفانس و کالینیکوس بودند.